# Землянчик
Земля́нчик (Geospiza) — рід горобцеподібних птахів родини саякових (Thraupidae). Представники цього роду є ендеміками Галапагоських островів. Вони також відомі як "в'юрки Дарвіна". Раніше землянчиків відносили до родини вівсянкових (Emberizidae), однак за результатами низки молекулярно-філогенетичних досліджень їх, разом з низкою інших видів, було переведено до родини саякових (Thraupidae).

## Види
Виділяють дев'ять видів:
- Землянчик малий (Geospiza fuliginosa)
- Землянчик гостродзьобий (Geospiza difficilis)
- Землянчик геновезанський (Geospiza acutirostris)[8]
- Землянчик дарвінський (Geospiza septentrionalis)[9]
- Землянчик товстодзьобий (Geospiza conirostris)
- Землянчик опунцієвий (Geospiza propinqua)[10]
- Землянчик великий (Geospiza magnirostris)
- Землянчик кактусовий (Geospiza scandens)
- Землянчик середній (Geospiza fortis)

## Етимологія
Наукова назва роду Geospiza походить від сполучення слів дав.-гр. γεω — земляний і σπιζα — в'юрок.